# Mehdi Lazaar
Mehdi Lazaar (9 maart 1993) is een Belgisch-Marokkaanse voetballer die bij voorkeur als aanvaller speelt. Hij debuteerde in 2013 in het betaald voetbal in het shirt van Sint-Truidense VV en speelt nu bij MVV Maastricht.

## Jeugd
Lazaar speelde tijdens zijn jeugd voor RRFC Montegnée, KRC Genk en Standard Luik en trok uiteindelijk naar Engeland om er voor de jeugd van Burnley FC te spelen.

## Profcarrière
Lazaar trok op zijn 20ste terug naar België en tekende er een contract bij Sint-Truidense VV. In september 2021 was hij zonder club en werd hij opgepikt door MVV Maastricht.

## Statistieken
| seizoen   | club              | land   | competitie             | wed. | goals |
| --------- | ----------------- | ------ | ---------------------- | ---- | ----- |
| 2013/2014 | Sint-Truidense VV | België | Tweede klasse          | 9    | 0     |
| 2014/2015 | Sint-Truidense VV | België | Tweede klasse          | 16   | 3     |
| 2015/2016 | Sint-Truidense VV | België | Eerste klasse          | 5    | 0     |
| 2015/2016 | RE Virton         | België | Tweede klasse          | 10   | 3     |
| 2016/2017 | RE Virton         | België | Eerste klasse amateurs | 18   | 4     |
|           |                   |        | Totaal                 | 58   | 10    |